# Talsi
Talsi ( výslovnost) je město v Lotyšsku a správní centrum stejnojmenného kraje. V roce 2010 zde žilo 11 201 obyvatel.